# Underworld (banda)
Underworld es una banda británica de música electrónica, y nombre principal con el que el dúo Karl Hyde y Rick Smith han grabado juntos desde 1980.

## Historia

### Primeros años: 1979:1986
Hyde y Smith comenzaron su asociación musical con Kraftwerk y sonidos inspirados de reggae de The Screen Gemz mientras trabajaban juntos en un restaurante en la ciudad de Cardiff, donde ambos estaban estudiando. Luego, se unió el bajista Alfie Thomas, el baterista Bryn Burrows, y el tecladista John Warwicker y formó una banda cuyo nombre era un garabato gráfico, que posteriormente se le atribuyó a la pronunciación Freur. La banda firmó con CBS Records, y sacó los álbumes Doot-Doot en 1983, y Get Us out Here en 1986. La banda se disolvió en 1986.

### Underworld Mk1: 1987-1990
En 1987, Hyde, Smith, Thomas, Burrows y el bajista Baz Allen formaron la banda Underworld, el cual toma el nombre de la película de terror de 1985, musicalizada por su anterior formación llamada Freur. En esta incursión tenía un sonido más a guitarra y con funky y electropop. La banda firmó con Sire Records y lanzó el álbum Underneath the Radar en 1988, y seguido a la salida de Burrows el álbum Change the Weather en 1989. Esta versión de la banda se disolvió en 1990.

### Darren Emerson se une al dúo: 1991-1994
Después de un descanso (para concentrarse, entre otras cosas, con el proyecto de arte/diseño Tomato), Hyde y Smith reclutaron en Essex al DJ Darren Emerson, y luego de varios lanzamientos menores y remixes bajo el alias de "Lemon Interupt" y "Steppin' Razor" la banda retomó el apodo de Underworld. Producían un techno bailable como trío bajo el nombre de "Underworld Mk2".
La adición de Emerson completó la fusión de Underworld y parecía moderar algunos de los elementos más pop en el trabajo original del dúo. Su primer álbum, dubnobasswithmyheadman, fue considerado más accesible que el material anterior de la banda y cruzó un largo espectro de música dance. Hyde había sido el cantante líder en Underworld Mk1.

### Avance Trainspotting: 1995-1997
El álbum de la banda de 1996, Second Toughest in the Infants, fue su segundo álbum de estudio con Emerson y alcanzó un importante grado de éxito comercial, debido en parte a que su lanzamiento coincidía con la película Trainspotting. En la película aparece "Dark & Long (Dark Train)", como también la canción más comercialmente exitosa hasta la fecha, "Born Slippy NUXX", que fue lanzado sólo como un B-side de un sencillo y no aparece en el álbum Second Thoughest. El sencillo y el álbum mostraba a Underworld madurando como un trío, mezclando elementos de techno, house, batería y bajo y la música pop para una propuesta espectacular y distinguida a mediados de los 90.
"Born Slippy NUXX" es una de las canciones más conocidas de Underworld, y se celebra como una de las mejores canciones de dance de la década. Fue lanzada en 1995 como un B-side de "Born Slippy Nuxx", pero falló en conocerse hasta que estuvo incluida en Trainspotting. La canción desde entonces ha vendido un millón de copias, y ha aparecido en infinidad de compilaciones, mashups y remixes.

### EraBeaucoup Fish: 1998-2001
Después del lanzamiento del quinto álbum Beaucoup Fish en 1999, Hyde declaró en sus entrevistas que había resuelto problemas anteriores con el alcoholismo pero todos los miembros admitieron que las sesiones se habían plagado con problemas, con los miembros individuales trabajando en sus propios estudios y sólo comunicándose vía mixes.
Después del lanzamiento del álbum, un gran número de mixes de canciones del álbum parecían aparecer como sencillos. El nombre del álbum deriva de una muestra de un pescador en Louisiana en la canción "Jumbo". La banda quería llamar el álbum Tonight, Matthew, I'm going to be Underworld, pero fueron persuadidos por su compañía discográfica, Junior Boy's Own, que el nombre no sería entendido fuera de Reino Unido.
Underworld se embarcó en una gira bien recibida en 1999, que resultó en un CD en vivo y un DVD con varias fechas en gira. Everything, Everything, el proyecto capturó la experiencia en vivo de Underworld muy fielmente. En el DVD aparecen imágenes en vivo de la banda con videografía y efectos artísticos por el grupo Tomato. En el DVD también aparecen canciones que no están en el álbum: "Moaner", "Puppies", "Kittens", y "Rowla".

### Regresan como dúo: 2002–2003
Luego de la promoción de Everything, Everything, Emerson decide abandonar la banda para seguir en sus proyectos como solista y ponerse al frente de su sello discográfico. Hyde y Smith continúan una vez más, como dúo. En 2002 lanzan su sexto álbum, A Hundred Days Off, el cual recibió críticas positivas por su trabajo. A pesar de ser su primer álbum de estudio de la banda desde la salida de Emerson, su sonido en general y la sensación fue sorprendente para los varios de los aficionados de la banda, no del todo diferente a los anteriores discos en los que Emerson había participado.

### The RiverRun Project y bandas sonoras: 2004–2006
Mientras realizaban la gira del 2005, el dúo unió a sus conciertos a Darren Price, un DJ y productor conocido por la banda que anteriormente había remezclado varios trabajos de Underworld. Durante la gira, lanzaron una serie llamado Live in Tokyo editado en formato CD triple, que fue vendido después del concierto en Japón.
A fines de 2005 lanzaron dos recopilaciones de canciones nuevas, Lovely Broken Thing y Pizza for Eggs por su sitio oficial Underworld Live. Estos fueron distribuidos digitalmente, sin lanzamiento físico (a excepción de un CD promo). El 5 de junio de 2006, lanzaron su tercera entrega de la serie de Riverrun, I'm a Big Sister, and I'm a Girl, and I'm a Princess, and This Is My Horse.
El 10 de julio de 2006, lanzaron una mezcla retrospectiva especial, llamado The Misterons Mix, compuesta por versiones diferentes de las canciones incluidas en su serie Riverrun. Esta fue una descarga gratuita exclusiva para aquellos clientes que habían comprado las tres versiones anteriores de Riverrun.
En septiembre de 2006, Underworld lanzó una serie de vinilos con edición limitada (10 000 ejemplares), que contenía remixes de varias canciones de Riverrun realizadas por productores como Pete Heller, Pig and Dan, Paul Woolford y Robag Wruhme.
En 2006, Underworld y Gabriel Yared compusieron la música para la banda sonora de la película Breaking and Entering dirigida por Anthony Minghella. La banda sonora fue lanzado en el Reino Unido el 6 de noviembre, y en los Estados Unidos, el 5 de diciembre.

### Oblivion with Bells: 2007–2009
El séptimo álbum de la banda, Oblivion with Bells, fue lanzado el 16 de octubre de 2007. Su primer sencillo fue "Crocodile", lanzado el 5 de septiembre de 2007. El baterista de U2, Larry Mullen Jr. colaboró en la canción "Boy, Boy, Boy".
Underworld completó la banda sonora de la película de Danny Boyle, Sunshine, a finales de 2006. Luego de un año del estreno de la película, la banda sonora oficial fue lanzado por iTunes el 25 de noviembre de 2008. En la banda sonora también incluye la participación del compositor John Murphy.
El 16 de junio de 2007, la banda se vio obligado a cancelar su concierto en el Festival de Ejekt en Atenas, Grecia. Aproximadamente 30 anarquistas griegos enmascarados irrumpieron en el estadio mientras tocaban los Beastie Boys. Rick Smith fue una de las personas heridas en ese violento episodio, y fue llevado a un hospital cercano de Atenas para recibir tratamiento.
En 2008 lanzan dos nuevas series a través de su sitio underworldlive.com, en formatos MP3 y WAV. Las pistas son 020202, y la serie Phonestrap/Autotrader.
El 8 de agosto de 2009, un espectáculo en el Forum de Los Ángeles fue cancelado en circunstancias misteriosamente similares a las que llevaron al grupo a cancelar un concierto en Atenas, 2 años antes. El grupo pidió disculpas en su sitio web para tener el show cancelado.
El 8 de marzo de 2010, Mark Knight y D. Ramírez lanzaron el sencillo "Downpipe", que contó con la colaboración vocal del integrante de Underworld, Karl Hyde. La canción fue lanzada por el sello discográfico de Mark Knight, Toolroom Records, y cuenta con un video musical producido por Playhouse, mostrando una instalación de 100.000 LEDs en el Liberty Hall, el edificio más alto de Dublín.

### Barking: 2010–2011
El 13 de mayo de 2010, la banda lanzó una canción llamada "Scribble" en formato digital disponible en el sitio de la banda. Esta canción incluye elementos de "You Do Scribble", un inédito que solo fue interpretado en varios conciertos desde 2005. Contó con la producción colaboración de High Contrast, uno de los nombres emblemas del drum and bass. El 14 de mayo, la versión completa de "Scribble" fue estrenada en el programa radial de Pete Tong emitido por BBC Radio 1, presentándolo como Essential New Tune de la semana. Fue lanzado al mercado el 28 de junio como el primer sencillo de su próximo álbum.
Finalmente su octavo álbum Barking, fue lanzado en septiembre de 2010. En este material incluye la colaboración de prestigiosos productores e introdujeron diversos géneros musicales como el house, dubstep, drum and bass y el trance. Entre los productores se encuentran Paul van Dyk, Dubfire, High Contrast, Mark Knight y D. Ramirez. Estos dos últimos fueron los productores del segundo sencillo del álbum, «Always Loved a Film». Lo precedieron sencillos como Bird 1 y Diamond Jigsaw.
En diciembre de 2010 se anunció que Underworld se reunió con el director Danny Boyle para componer la partitura musical para su obra teatral Frankenstein realizada en el Royal National Theatre. La banda sonora de Frankenstein fue lanzada en formato digital y en CD a través de su página web en marzo de 2011.

### Anthologyy la apertura de los Juegos Olímpicos: 2012–2013
En noviembre de 2011, la banda anunció el lanzamiento de dos nuevos álbumes recopilatorios, A Collection y Anthology (1992-2012). A Collection se compone de los grandes éxitos de la banda y recientes colaboraciones con High Contrast y Tiësto (The first note is silent), Mark Knight & D. Ramirez (Downpipe) y Brian Eno (Beebop Hurry). Anthology (1992-2012) es un colección de 3 discos y es una versión actualizada y remasterizada del Anthology (1992-2002) incluye aún más material, temas inéditos y rarezas de alguna manera para completar las dos primeras décadas de la banda en la música.
En diciembre de 2011, los Underworld han sido elegidos para producir la música para la ceremonia de apertura de los Juegos Olímpicos de Londres 2012, retomando su asociación con el cineasta y director Danny Boyle. La banda también contribuyó con dos nuevas canciones para la ceremonia de apertura "And I Will Kiss" (con Dame Evelyn Glennie y The Pandemonium Drummers) y "Caliban's Dream", en colaboración con el Coro de Dockhead, Dame Evelyn Glennie, el coro galés Only Men Aloud!, Elizabeth Roberts, Esme Smith (hija de Rick Smith) y Alex Trimble. Underworld contribuyó con un total de 11 de las 36 canciones en la banda sonora, Isles of Wonder. Gracias al trabajo desempeñado para los Juegos Olímpicos, Underworld ganó el Premio Q en 2012 a la Innovación en sonido.
El 22 de abril de 2013, Karl Hyde lanzó un álbum como solista titulado Edgeland.

### Relanzamientos yBarbara Barbara, We Face a Shining Future
En 2014, el grupo anunció su intención de lanzar ediciones remasterizadas y ampliadas de todos sus álbumes de estudio. Una edición ampliada de Dubnobasswithmyheadman se lanzó el 6 de octubre de 2014 y el grupo realizó una gira en apoyo del álbum. El 20 de noviembre de 2015 se publicó una edición ampliada de Second Toughest in the Infants. Apenas cuatro días después del relanzamiento de Second Toughest, el 24 de noviembre, Underworld anunció un nuevo álbum (su primer álbum de estudio en seis años) titulado Barbara Barbara, We Face a Shining Future, lanzado el 18 de marzo de 2016. El álbum obtuvo en 2017 una nominación al premio Grammy por Mejor álbum de dance/electrónica. Se embarcaron en una breve gira europea para la promoción del álbum. Posteriormente la gira se amplia para incluir los Estados Unidos, Japón y Australia. En 2017, Danny Boyle recurre nuevamente a su frecuente colaborador, Rick Smith para componer la partitura musical y producir la banda sonora de T2: Trainspotting.

### The World of Underworld yDrift
El 21 de mayo de 2018, el dúo anunció un nuevo proyecto llamado World of Underworld. Parte del proyecto consiste en reflexionar y, a veces, en volver a imaginar su cuerpo de trabajo de casi 30 años. Pero también sirve como una salida para la experimentación, nuevos lanzamientos y creatividad espontánea. La primera nueva canción lanzada como parte de World of Underworld, "Brilliant Yes That Would Be", fue grabada y mezclada solo unos días antes de su lanzamiento. Otra nueva canción, "Bells & Circles", fue una colaboración con Iggy Pop que salió de las sesiones grabadas un par de años antes para una posible inclusión en la banda sonora de T2 Trainspotting. Las canciones restantes de esa colaboración formaron un EP de cuatro pistas, Teatime Dub Encounters, lanzado el 27 de julio de 2018.
El 1 de noviembre de 2018, comenzaron un proyecto experimental musical y de contenido audiovisual llamado Drift, cuyo objetivo es publicar semanalmente el nuevo material inédito de la banda. Este experimento se concluyó en lo que es su décimo álbum titulado Drift Series 1 lanzado el 1 de noviembre de 2019.

## Discografía

### Álbumes
Álbumes de estudio
- Underneath the Radar (1988)
- Change the Weather (1989)
- Dubnobasswithmyheadman (1994)
- Second Toughest in the Infants (1996)
- Beaucoup Fish (1999)
- A Hundred Days Off (2002)
- Oblivion with Bells (2007)
- Barking (2010)
- Barbara Barbara, We Face a Shining Future (2016)
- Drift Series 1 (2019)

Álbumes en vivo
- Everything, Everything (2000)
- Live in Tokyo 25th November 2005
- Live from the Roundhouse (2011)

Compilados
- 1992-2002 (2003)
- The Bells the Bells (2008)
- 1992–2012 The Anthology (2011)
- A Collection (2011)
- A Collection 2 (2016)

EP
- Lovely Broken Thing (2005)
- Pizza for Eggs (2005)
- I'm a Big Sister, and I'm a Girl, and I'm a Princess, and This Is My Horse (2006)
- The Misterons Mix (2006)
- Teatime Dub Encounters (con Iggy Pop) (2018)
- Drift Episode 1: Dust (2018)
- Drift Episode 2: Atom (2019)
- Drift Episode 3: Heart (2019)
- Drift Episode 4: Space (2019)

### Sencillos
| 1988                                                         | «Underneath the Radar»                                              | —   | 74 | —  | 5   | —  | —  | —  | —  | Underneath the Radar                      |
| 1988                                                         | «Glory! Glory!»                                                     | —   | —  | —  | 64  | —  | —  | —  | —  | Underneath the Radar                      |
| 1988                                                         | «Pray»                                                              | —   | —  | —  | —   | —  | —  | —  | —  | Underneath the Radar                      |
| 1988                                                         | «Show Some Emotion»                                                 | —   | —  | —  | 88  | —  | —  | —  | —  | Underneath the Radar                      |
| 1989                                                         | «Stand Up»                                                          | —   | 67 | —  | 79  | —  | —  | —  | —  | Change the Weather                        |
| 1989                                                         | «Change the Weather»                                                | —   | —  | —  | —   | —  | —  | —  | —  | Change the Weather                        |
| 1993                                                         | «Mother Earth / The Hump»                                           | —   | —  | —  | —   | —  | —  | —  | —  | Sencillo sin álbum                        |
| 1993                                                         | «Mmm... Skyscraper I Love You»                                      | —   | —  | —  | —   | —  | —  | —  | —  | dubnobasswithmyheadman                    |
| 1993                                                         | «Rez»                                                               | 196 | —  | —  | —   | —  | —  | —  | —  | Sencillo sin álbum                        |
| 1993                                                         | «Spikee»                                                            | 63  | —  | —  | —   | —  | —  | —  | —  | Sencillo sin álbum                        |
| 1993                                                         | «Spoonman»                                                          | —   | —  | —  | —   | —  | —  | —  | —  | dubnobasswithmyheadman                    |
| 1994                                                         | «Dark & Long»                                                       | 57  | —  | —  | —   | —  | —  | —  | —  | dubnobasswithmyheadman                    |
| 1994                                                         | «Cowgirl»                                                           | 196 | —  | —  | —   | —  | —  | —  | 21 | dubnobasswithmyheadman                    |
| 1994                                                         | «Dirty Epic»                                                        | —   | —  | —  | —   | —  | —  | —  | —  | dubnobasswithmyheadman                    |
| 1995                                                         | «Born Slippy»                                                       | 52  | —  | —  | —   | —  | —  | —  | —  | Sencillo sin álbum                        |
| 1996                                                         | «Rowla»                                                             | —   | —  | —  | —   | —  | —  | —  | —  | Second Toughest in the Infants            |
| 1996                                                         | «Pearl's Girl»                                                      | 24  | —  | —  | —   | —  | —  | —  | —  | Second Toughest in the Infants            |
| 1996                                                         | «Born Slippy .NUXX»                                                 | 2   | —  | 13 | 20  | 28 | 5  | —  | 33 | Second Toughest in the Infants            |
| 1996                                                         | «Pearl's Girl» (reedición)                                          | 22  | —  | —  | —   | —  | —  | —  | —  | Second Toughest in the Infants            |
| 1996                                                         | «Confusion the Waitress»                                            | —   | —  | —  | —   | —  | —  | —  | —  | Second Toughest in the Infants            |
| 1997                                                         | «Juanita»                                                           | —   | —  | —  | —   | —  | —  | —  | —  | Second Toughest in the Infants            |
| 1997                                                         | «Moaner»                                                            | —   | —  | 69 | —   | —  | —  | —  | —  | Beaucoup Fish                             |
| 1999                                                         | «Push Upstairs»                                                     | 12  | —  | —  | 78  | 79 | —  | —  | 38 | Beaucoup Fish                             |
| 1999                                                         | «Jumbo»                                                             | 21  | —  | —  | 96  | —  | —  | —  | 18 | Beaucoup Fish                             |
| 1999                                                         | «King of Snake»                                                     | 17  | —  | —  | 82  | —  | —  | —  | —  | Beaucoup Fish                             |
| 1999                                                         | «Bruce Lee»                                                         | —   | —  | —  | —   | —  | —  | —  | —  | Beaucoup Fish                             |
| 2000                                                         | «Cowgirl (Live)»                                                    | 24  | —  | —  | —   | 79 | 46 | —  | —  | Everything, Everything                    |
| 2002                                                         | «Two Months Off»                                                    | 12  | —  | 98 | 71  | 54 | 20 | 62 | 2  | A Hundred Days Off                        |
| 2003                                                         | «Dinosaur Adventure 3D»                                             | 34  | —  | —  | —   | —  | —  | —  | 6  | A Hundred Days Off                        |
| 2003                                                         | «Born Slippy .NUXX 2003»                                            | 27  | —  | —  | —   | —  | 46 | 29 | 9  | 1992–2002                                 |
| 2005                                                         | «JAL to Tokyo»                                                      | —   | —  | —  | —   | —  | —  | —  | —  | Sencillo sin álbum                        |
| 2006                                                         | «Vanilla Monkey»                                                    | —   | —  | —  | —   | —  | —  | —  | —  | Sencillo sin álbum                        |
| 2006                                                         | «Play Pig»                                                          | —   | —  | —  | —   | —  | —  | —  | —  | Sencillo sin álbum                        |
| 2006                                                         | «Peggy Sussed»                                                      | —   | —  | —  | —   | —  | —  | —  | —  | Sencillo sin álbum                        |
| 2007                                                         | «Crocodile»                                                         | 93  | —  | —  | —   | —  | —  | —  | 16 | Oblivion with Bells                       |
| 2007                                                         | «Boy, Boy, Boy»                                                     | —   | —  | —  | —   | —  | —  | —  | —  | Oblivion with Bells                       |
| 2008                                                         | «Beautiful Burnout»                                                 | —   | —  | —  | —   | —  | —  | —  | —  | Oblivion with Bells                       |
| 2008                                                         | «Ring Road»                                                         | —   | —  | —  | —   | —  | —  | —  | —  | Oblivion with Bells                       |
| 2008                                                         | «Holding the Moth»                                                  | —   | —  | —  | —   | —  | —  | —  | —  | Oblivion with Bells                       |
| 2009                                                         | «Downpipe» (con D. Ramirez & Mark Knight)                           | —   | —  | —  | —   | —  | —  | —  | —  |                                           |
| 2010                                                         | «Scribble»                                                          | —   | —  | —  | 109 | —  | —  | 99 | —  | Barking                                   |
| 2010                                                         | «Always Loved a Film»                                               | —   | —  | —  | —   | —  | —  | 52 | —  | Barking                                   |
| 2010                                                         | «Bird 1»                                                            | —   | —  | —  | —   | —  | —  | —  | 30 | Barking                                   |
| 2011                                                         | «Diamond Jigsaw»                                                    | —   | —  | —  | —   | —  | —  | —  | 42 | Barking                                   |
| 2011                                                         | «The First Note Is Silent» (con High Contrast & Tiësto)             | 48  | —  | —  | —   | —  | —  | —  | —  | The First Note Is Silent (EP)             |
| 2012                                                         | «Caliban's Dream»                                                   | 12  | —  | —  | —   | —  | 38 | —  | —  | Isles of Wonder                           |
| 2013                                                         | «Ten» (Sander van Doorn & Mark Knight Vs. Underworld)               | —   | —  | —  | —   | —  | —  | —  | —  | Sencillo sin álbum                        |
| 2016                                                         | «I Exhale»                                                          | —   | —  | —  | —   | —  | —  | —  | —  | Barbara Barbara, We Face a Shining Future |
| 2016                                                         | «If Rah»                                                            | —   | —  | —  | —   | —  | —  | —  | —  | Barbara Barbara, We Face a Shining Future |
| 2016                                                         | «Nylon Strung»                                                      | —   | —  | —  | —   | —  | —  | —  | —  | Barbara Barbara, We Face a Shining Future |
| 2016                                                         | «Ova Nova»                                                          | —   | —  | —  | —   | —  | —  | —  | —  | Barbara Barbara, We Face a Shining Future |
| 2017                                                         | «Long Slow Slippy»                                                  | —   | —  | —  | —   | —  | —  | —  | —  | Sencillo sin álbum                        |
| 2018                                                         | «Brilliant Yes That Would Be»                                       | —   | —  | —  | —   | —  | —  | —  | —  | Sencillo sin álbum                        |
| 2018                                                         | «Bells & Circles»                                                   | —   | —  | —  | —   | —  | —  | —  | —  | Teatime Dub Encounters                    |
| 2018                                                         | «Get Your Shirt»                                                    | —   | —  | —  | —   | —  | —  | —  | —  | Teatime Dub Encounters                    |
| 2018                                                         | «Another Silent Way»                                                | —   | —  | —  | —   | —  | —  | —  | —  | Drift Series 1                            |
| 2019                                                         | «Universe of Can When Back»                                         | —   | —  | —  | —   | —  | —  | —  | —  | Drift Series 1                            |
| 2019                                                         | «Appleshine Continuum» (con The Necks)                              | —   | —  | —  | —   | —  | —  | —  | —  | Drift Series 1                            |
| 2019                                                         | «Dune»                                                              | —   | —  | —  | —   | —  | —  | —  | —  | Drift Series 1                            |
| 2019                                                         | «Listen to Their No / Soniamode (Aditya Game Version)»              | —   | —  | —  | —   | —  | —  | —  | —  | Drift Series 1                            |
| 2019                                                         | «Schiphol Test»                                                     | —   | —  | —  | —   | —  | —  | —  | —  | Drift Series 1                            |
| 2019                                                         | «Hundred Weight Hammer»                                             | —   | —  | —  | —   | —  | —  | —  | —  | Drift Series 1                            |
| 2019                                                         | «Altitude Dub»                                                      | —   | —  | —  | —   | —  | —  | —  | —  | Drift Series 1                            |
| 2019                                                         | «Toluca Stars»                                                      | —   | —  | —  | —   | —  | —  | —  | —  | Drift Series 1                            |
| 2019                                                         | «Imagine a Box»                                                     | —   | —  | —  | —   | —  | —  | —  | —  | Drift Series 1                            |
| 2019                                                         | «Tree and Two Chairs»                                               | —   | —  | —  | —   | —  | —  | —  | —  | Drift Series 1                            |
| 2019                                                         | «S T A R»                                                           | —   | —  | —  | —   | —  | —  | —  | —  | Drift Series 1                            |
| 2022                                                         | «Too Little Too Late (Little Late Edit)» (Joris Voorn & Underworld) | —   | —  | —  | —   | —  | —  | —  | —  | Sencillo sin álbum                        |
| 2023                                                         | «and the colour red»                                                | —   | —  | —  | —   | —  | —  | —  | —  | Sencillo sin álbum                        |
| 2023                                                         | «denver luna»                                                       | —   | —  | —  | —   | —  | —  | —  | —  | Sencillo sin álbum                        |
| 2023                                                         | «g-town euphoria (luna)» (Underworld X KETTAMA)                     | —   | —  | —  | —   | —  | —  | —  | —  | Sencillo sin álbum                        |
| 2024                                                         | «Fen Violet» (Underworld & KETTAMA)                                 | —   | —  | —  | —   | —  | —  | —  | —  | Sencillo sin álbum                        |
| "—" Este lanzamiento no logró ingresar al chart de ese país. |                                                                     |     |    |    |     |    |    |    |    |                                           |

## Miembros

### Actuales
- Karl Hyde (nacido el 10 de mayo de 1957, Worcester) - voz, guitarra (1986-presente)
- Rick Smith (nacido el 25 de mayo de 1959, Ammanford, Gales) - teclados (1986-presente)

### Anteriores
- Darren Price - teclados, mezcla y asistente en vivo (2005–2016)
- Darren Emerson (nacido el 30 de abril de 1971, Hornchurch, Essex) - teclados y mezcla (1991-2000)
- Alfie Thomas - guitarra (1986-1990) (también en Freur)
- Bryn Burrows - batería (1986-1988) (también en Freur)
- Baz Allen - bajo (1986-1990)
- Pascal Consoli - batería (1989-1990)

## Influencia
En Stone Ocean, la sexta parte del manga japonés JoJo's Bizarre Adventure, el stand perteneciente a Donatello Versus se llama Under World, en alusión a la banda homónima.